# Звезда (модул МСС)
Звезда (рус. Звезда́), ДОС-8, познат и као сервисни модул Звезда, је руски модул Међународне свемирске станице (МСС). Звезда је трећи по реду модул станице, и у њему се налазе све виталне компоненте за одржавање услова за живот космонаута на МСС, уз мање системе у америчком сегменту, као и кабине космонаута у којима они спавају и имају приватност за разговоре са својом породицом и слично. Звезда представља структурни и функционални центар руског орбиталног сегмента МСС.
Модул је произвела компанија РКК Енергија, док је одређен део израде као подизвођач одрадила позната компанија Хруничев. Лансиран је ракетом Протон-К 12. јуна 2000. године и спојио са са МСС 26. јула у 01.45 УТЦ. При овом лансирању први пут је на ракети била реклама неке компаније – лого ресторана Пица хат, за који је наводно плаћено више од милион долара. Новац је помогао компанији Хруничев и руским агенцијама за рекламирање које су осмислиле овај догађај.

## Порекло
Основни елементи структуре модула Звезда направљени су 1980-их за модул који би био језгро нове свемирске станице Мир-2, и због тога се овај модул понекад назива и „ДОС-8“. Због тога је дизајн модула Звезда веома сличан модулу ДОС-7, који је чинио језгро станице Мир. У самој фабрици у којој је израђен једно време овај модул је носио ознаку „Мир-2“, док тај пројекат није отказан и договерана изградња МСС, тако да Звезда има везу још са дизајном модула станица Саљут. Израда носећег оквира модула завршена је у фебруару 1985. године, а већина ентеријера опремљена је до октобра 1986. године.
Свемирска станица Мир-2 је редизајнирана пошто модул Пољус, који је требало да буде језгро орбиталне војне платформе, није успео да уђе у орбиту. Модул Звезда је габаритима 75% мањи од овог модула и за разлику од њега на себи нема наоружање, јер је намењен за цивилну употребу.

## Дизајн
Звезда се састоји из више одељака (секција) – одељак за рад у којем посада ради и живи, и који садржи трпезарију, опрему за вежбање, кабине у којима космонаути спавају, као и рачунаре којима се контролишу системи станице и аутоматски бродови за снабдевање Прогрес и АТВ (уколико им закаже систем за аутоматско пристајање); цилиндрична трансферна комора која се налази на задњем крају модула и поседује једна врата на која могу пристати летелице; непресуризовани одељак за монтажу који окружује трансферну комору, и у њему су велики резервоари у којима се складишти ракетно гориво за одржавање орбиталне висине; и сферични трансферни одељак који поседује троја врата за пристајање летелица (тако да модул поседује укупно четвора врата за пристајање). Звезда је предњим вратима спојена са Зарјом, надир вратима је спојена са Пирсом (до лансирања Науке), док је на зенит вратима модул Поиск. Модул је при лансирању имао масу од 19.051 kg (укупна маса му се увећала у орбити додавањем разних експеримената и опреме и унутра а и споља). Дугачак је 13,11 m, максимални пречник је 4,35 m, а распон соларних панела износи 29,7 m.
Преко трансферог одељка Звезда је повезана са модулом Зарја, у коме се налазе још двоја врата за спој са Научно-енергетском платформом и Универзалним модулом за пристајање. Као и у раним данима станице Мир, трансферни одељак могао је да послужи и као хипобарична комора из које космонаути могу изаћи да раде у свемиру. Поступак је био следећи – космонаути би обукли своја Орлан свемирска одела, ушли у трансферни одељак, затворили сва врата (у почетку са овим одељком био је повезан само модул Зарја, тако да су затварана само та врата и унутрашња врата која их деле од Звезде), а затим би у одељку притисак био спуштен на нулу (вакуум), космонаути би отворили горњи или доњи поклопац одељка и изашли у отворени свемир. Овај поступак спроведен је само током Експедиције 2 на МСС, када су два космонаута постављала нови купасти поклопац на надир страну трансферног одељка како би ту могла да пристане нека од руских летелица. Тренутно је на надир страни (страни окренутој ка Земљи) трансферног одељка спојен модул Пирс, док је на зенит страни (оној окренутој ка отвореном свемиру) спојен модул Поиск. Некад током 2016. или 2017. године планира се да модул Пирс буде одвојен и послат да сагори при повратку у атмосферу, док ће на његово место доћи модул Наука.
Одељак за монтажу садржи екстерну опрему модула, попут реактивних мотора, термометара, антена за комуникацију и резервоара за гориво. Трансферна комора опремљена је свим антенама и осталим механизмима који чине аутоматски систем за пристајање летелица Сојуз и Прогрес.
У модулу звезда може боравити највише шест чланова посаде на дужи временски период, а поседује и две кабине у којима космонаути спавају и држе своје личне ствари. У модулу се такође налази и трака за трчање TVIS (енгл. Treadmill with Vibration Isolation Stabilization) коју је обезбедила агенција НАСА, и бицикл на којима космонаути спроводе физичке вежбе. Поред тога, у модулу је и један свемирски нужник и кабина у којима космонаути одржавају личну хигијену (купање, бријање и слично), као и трпезарија са фрижидером и замрзивачем.
Звезда поседује укупно 14 прозора – два прозора пречника 230 mm налазе се у ове кабине за космонауте (прозори бр. 1 и 2); шест прозора пречника 230 mm налази се „на поду“ (страни која гледа ка Земљи) у предњем делу трансферног одељка (прозори бр. 3, 4, 5, 6, 7 и 8); један прозор пречника 410 mm у главном одељку за рад (бр. 9) и прозор пречника 76 mm у задњем делу трансферног одељка (бр. 10); у предњем делу трансферног одељка налази се још три прозора пречника 230 mm (бр. 11, 12 и 13). Локација прозора бр. 14 није наведена ни у једном доступном извору.
У Звезди се такође налази и Електрон систем који електролизује кондензовану влагу из ваздуха заједно са отпадним водама (урином) и претвара их у водоник и кисеоник. Водоник се одбацује у свемир, док се кисеоник користи за обнову залиха ваздуха унутар МСС. Кондензована вода из ваздуха као и пречишћена вода из отпадних материја могу се у хитним случајевима користити без последица, али космонаути у редовним околностима пију воду која им се путем бродова за снабдевање доставља са Земље на МСС. Звезда поседује два већа ракетна мотора и 16 мањих реактивних мотора за маневрисање и одржавање орбиталне висине, и осам великих батерија за складиштење електричне енергије. Систем Електрон доста кварио, па је посада морала да га поправља, а у неколико наврата у потпуности је отказао на дуже време, па су космонаути морали да користе канистере за обнову залиха кисеоника (ове канистере називали су „Свеће од кисеоника“, јер су биле узрок великог пожара на станици Мир). У Звезди се налази и систем Воздух, који уклања вишак угљен-диоксида из ваздуха упијачима овог гаса који се сами регенеришу. Више чланова посаде који су боравили на МСС жалило се да је модул Звезда превише бучан, и понекад космонаути носе заштитне чепиће за уши како не би дошло до оштећења слуха.
У Звезди се налази и Дигитални систем за управљање агенције ЕСА, састављен из више рачунара који контролишу већину функција МСС.

## Веза са МСС
Модул Звезда постао је трећа по реду компонента Међународне свемирске станице када се 26. јула 2000. у орбити спојио са задњом страном модула Зарја (који је лансиран две године раније, и већ је на предњој страни био спојен са првим америчким модулом Јунити). Неколико дана касније, рачунари у модулу Зарја предали су команде за управљање станицом рачунарима у новом модулу Звезда, који и данас контролише већину битних функција станице.
Два чалана посаде мисије шатла СТС-106 су 11. септембра 2000. године током изласка у отворени свемир завршили спајање веза између модула Звезда и Зарја. Космонаути у питању су Ед Лу и Јуриј Маленченко, и они су током шетње свемиром која је трајала 6 сати и 14 минута спојили укупно девет каблова, од којих су четири била за напајања електричном енергијом, четири за пренос видео сигнала и података између модула, и један фибер оптички кабл за телеметрију. Следећег дана, 12. септембра 2000. године тачно у 05.20 УТЦ, посада мисије СТС-106 по први пут је отворила поклопац и ушла у модул Звезда.
Модул Звезда у почетку је углавном био намењен за живот космонаута (имао је две кабине за спавање) јер није било уграђено много опреме и научних експеримената. Поред тога, поседовао је систем одржавања услова за живот, систем за комуникацију са другим модулима станице као и са контролорима на Земљи (активирањем овог модула на станици је постао доступан етернет брзине 10 MB/s), систем за дистрибуцију електричне енергије, систем за обраду података, за навигацију и оријентацију станице, као и систем за одржавање орбиталне висине. Кабине за посаду, као и неки али не сви системи у модулу, од тада су дуплирани доласком нових модула, али је Звезда и даље језгро руског сегмента станице и уопштено гледано витална компонента МСС. На њему се налазе два главна ракетна мотора којима се контролише орбитална висина, и они су први пут коришћени 25. априла 2007. године, скоро седам година након што је модул стигао у орбиту.

## Ризик при лансирању
Због финансијске кризе и мањка средстава у Русији, модул Звезда лансиран је без резервног модула и без осигурања у случају да дође до експлозије ракете-носача. Агенција НАСА је због тога изградила привремени контролни модул (енгл. Interim Control Module) који би, у случају да до несреће дође, био лансиран и преузео контролу над МСС са чијом се изградњом тек почињало.

## Галерија

#### Ентеријер
- Свемирски нужник унутар модула Звезда
- Поглед ка предњем делу модула Звезда
- Поглед ка задњем делу модула Звезда
- Део трпезарије у модулу Звезда
- Ентеријер модула током 2005. године

#### Екстеријер
- Сервисни модул Звезда у фази изградње
- Излазак Сунца у орбити с погледом на модул Звезда
- Космонаути раде на екстеријеру модула Звезда
- АТВ прилази за спајање са модулом Звезда
- Модул Звезда у септембру 2000. године

#### Посада
- Експедиција 6 у Звезди током Божића 2007. године
- Космонаути са генераторима кисеоника у Звезди
- Космонаути у модулу Звезда за Божић 2009. године
- Космонаут Јуриј Усачев ради у својој кабини
- Добродошлица новој посади Ексепдиције 37 у Звезди

- Роман Романенко снима Земљу кроз прозор Звезде
- Посада Експедиције 1 у модулу Звезда МСС
- Космонаути заједно ручају у модулу Звезда (2002)
- Посада мисије СТС-110 једе у модулу Звезда
- Посаде станице и орбитера Атлантис заједно у Звезди